# Bourdin Direct
Pour les articles homonymes, voir Bourdin.
Bourdin Direct était une émission radiophonique diffusée sur RMC, RMC Découverte et BFM TV et présentée par Jean-Jacques Bourdin de 2001 à 2020.

## Présentation

### Généralités
Pendant trois heures, Jean-Jacques Bourdin commentait toute l'actualité politique, économique, sportive. Il y faisait intervenir des personnes politiques et des professionnels. Il donnait également la parole aux auditeurs par le standard téléphonique, par les questions SMS ou par le blog réagissant sur l'actualité.

### L'interview de 8 h 35
Jusqu'en janvier 2007, un politicien (Nicolas Sarkozy, Olivier Besancenot, Dominique de Villepin, Dominique Strauss-Kahn, Philippe Douste-Blazy, Jack Lang, Laurent Fabius, Marie-George Buffet, Philippe de Villiers, Ségolène Royal, Lionel Jospin, François Hollande, Jean-Marie Le Pen ou François Bayrou) prenait la place de Jean-Jacques Bourdin une fois par mois. Il s'improvisait animateur radio et répondait aux questions des auditeurs durant une heure entre 8 h 35 et 9 h 30. Raymond Domenech est la seule personnalité non politique qui a été animateur de Bourdin & Co d'un jour.

#### Bourdin 2007
Pendant cette année 2007 très mouvementée en France (élection présidentielle, élections législatives, coupe du monde de rugby...). Jean-Jacques Bourdin reçoit pendant une demi-heure (de 8 h 35 à 9 h) un personnage important qui répond à ses questions et à ceux des auditeurs sans aucun intermédiaire. Cette interview est diffusée en simultanée sur RMC et sur BFM TV.
En avril 2007, pendant deux semaines, Jean-Jacques Bourdin a reçu les 12 candidats à l'élection présidentielle pour un « entretien d'embauche pour devenir président » et les a confronté au manifeste réalisé par la station.
Entre les deux tours, il anime le débat Ségolène Royal-François Bayrou avec Olivier Mazerolle et Ruth Elkrief.

#### Bourdin Direct
Après le succès de Bourdin 2007, l'interview de Jean-Jacques Bourdin est désormais diffusée sur BFM TV et sur RMC de 8 h 35 à 9 h.

#### Bourdin 2012
En février 2011, à un peu plus d'un an de l'élection présidentielle française de 2012. Jean-Jacques Bourdin lance Bourdin 2012 en partenariat avec Le Point en invitant les acteurs majeurs de l'évènement chaque jour de 8 h 35 à 9 h sur BFM TV et RMC.
Le 14 février 2011, Jean-Jacques Bourdin arbitre le premier débat choc de la présidentielle qui oppose Marine Le Pen et Jean-Luc Mélenchon.

## Historique
Créée en juin 2001, l'émission a d'abord lieu de 7 h à 10 h pendant la première saison. Puis gagne une heure la saison suivante, elle se déroule entre 6 h et 10 h. À partir de septembre 2004, Jean-Jacques Bourdin commence sa matinale à 7 h et la finit à 11 h.
À la rentrée 2006, pour l'élection présidentielle, Alba Ventura (en provenance d'Europe 1) rejoint RMC et l'équipe de Bourdin & Co pour devenir la spécialiste politique alors que Jean-Jacques Bourdin annonce le lancement d'un manifeste à destination des candidats, Bourdin 2007, son interview matinale est diffusée en simultané sur BFM TV entre 8 h 35 et 9 h du lundi au vendredi. La radio et la chaîne de télévision appartiennent toutes les deux au groupe NextRadioTV.
En 2008, Erik Izraelewicz nouveau directeur général du quotidien La Tribune quitte Europe 1 pour RMC et devient le spécialiste économie de RMC dans la matinale Bourdin & Co[réf. nécessaire].
En janvier 2009, Christophe Jakubyszyn (ancien journaliste politique du Monde), rejoint RMC pour présenter du lundi au vendredi à 7 h 25, Les coulisses de la politique et remplace Alba Ventura partie sur RTL.
En septembre 2010, Jean-Jacques Bourdin prend l'antenne de 6 h à 10 h. Guillaume Cahour habituel joker de Jean-Jacques Bourdin quitte RMC pour retourner sur Europe 1 et François Lenglet devient le spécialiste économie à la place d'Erik Izraelewicz qui quitte La Tribune et RMC.
À partir d'août 2011, Matthieu Belliard et Charles Magnien animent, de 4 h 30 à 6 h, Bourdin & Co, le before.
À la rentrée 2012, François Lenglet quitte le groupe NextRadioTV et RMC en l'occurrence. C'est donc Nicolas Doze de BFM Business, qui reprend la chronique économique avant que celle-ci soit supprimée en 2013.
En décembre 2012, Christophe Jakubyszyn quitte à son tour le groupe NextRadioTV, il est remplacé par Jean-François Achilli (ex-France Inter).
Du 12 décembre 2012 au 10 mai 2013, Bourdin & Co est diffusé également sur la chaîne de télévision RMC Découverte de 7 h à 8 h 30.
À partir du 13 mai 2013, l'émission est retransmise sur RMC Découverte de nouveau à partir de  6 h au lieu de 7 h, comme c'était le cas depuis la création de la chaîne.
À partir de juillet 2014, un débat est organisé à 7 h 50 entre Laurent Neumann et Éric Brunet.
À la rentrée 2017, l'émission est retransmise en live sur sa page Facebook de 9 h à 10 h.
De mars 2015 jusqu'à sa suppression en novembre 2015, le politologue Thomas Guénolé a tenu une chronique d'analyse et d'éditorial politiques intitulée « Guénolé, du concret » chez Bourdin Direct. Selon Le Point, la suppression de cette chronique fait suite à des pressions du ministère de l’Intérieur, après l'épisode du 17 novembre 2015 consacré aux accusations de dysfonctionnement de la sécurité intérieure face aux attentats du 13 novembre : dans un courriel cité par Le Point, la direction de la rédaction de RMC écrit que « le ministère de l’Intérieur ainsi que tous les services de police invités sur l’antenne ont refusé de venir sur RMC », et que « la plupart des sources de » leurs « spécialistes police se sont tues », par mécontentement sur la teneur de cette chronique. Cité par Le Monde, le ministère de l’Intérieur reconnaît « un mouvement d’humeur de gens blessés qui n’ont pas envie d’intervenir sur RMC et de faire plaisir à cette station », tout en démentant un « boycott organisé ».
Dès la rentrée 2018, l'émission est raccourcie d'une heure et finit donc à 9 h au lieu de 10 h.
Après 19 ans d'existence, l'émission s'achève en juillet 2020, Remplacée par RMC Direct. À la rentrée, Jean-Jacques Bourdin continuera la présentation de l'interview politique, toujours intitulée Bourdin Direct et diffusée de 8 h 35 à 9 h en simultané sur RMC et BFM TV, tandis qu'Apolline de Malherbe prendra les commandes d'une nouvelle matinale entre 6 h et 8 h 30 intitulée Apolline Matin,.

## Présentation de l'émission
- Titulaire : Jean-Jacques Bourdin (2001-2020)
- Jokers : Apolline de Malherbe (2013 - 2020), Chloé Cambreling (2018 - 2019), Raphaëlle Duchemin (2015 - 2017), Adrien Borne (2009 - 2015), Jean-François Achilli (jusqu'en 2013), Christophe Jakubyszyn (2010 - 2012), Guillaume Cahour (2005 - 2010)

## Intervenants à l'antenne

### Intervenants au moment de l'arrêt de l'émission
Bourdin Direct 4 h 30 - 6 h (pré-matinale)
- Matthieu Rouault et Anaïs Castagna : animateurs[14]
- Charles Magnien : chroniqueur
- Géraldine de Mori[15] : animatrice météo et chronique environnement Objectif terre

Bourdin Direct 6 h - 9 h (matinale)
- Jean-Jacques Bourdin : animateur principal
- Céline Kallmann[16] : présentatrice du journal de 6 h, 7 h, 8 h et 9 h
- Julien Coudrot :  présentateur du journal de 6 h 30, 7 h 30 et 8 h 30
- Lucas Scaltritti : chroniqueur Ça fait débat
- Quentin Vinet : chroniqueur Ça fait débat
- Charles Magnien : chroniqueur Président Magnien et #Magnien[17]
- Charles Laporte : chroniqueur J'ai testé pour vous
- Anthony Morel : chroniqueur C'est déjà demain
- Marie Dupin : chroniqueuse Dupin Quotidien
- Nicolas Poincaré : éditorialiste 7 h 50[18]
- Géraldine de Mori : animatrice météo et chronique environnement Objectif Terre
- Anaïs Castagna : chroniqueuse Les 3 infos et La Revue de presse
- Matthieu Rouault : voix fil rouge émission

### Anciens intervenants
- Marie Régnier
- Djena Tsimba : chroniqueuse J'ai testé pour vous (2018-2019)
- Matthieu Rouault
- Matthieu Belliard : animateur Bourdin Direct 4 h 30-6 h et voix fil rouge (2008-2018)
- Martial Fernandez (RMC Sport)
- Claire Andrieux
- Chloé Cambreling (JT '30 puis 6 h, 7 h, 8 h et 9 h)
- Éric Brunet : Le Face à face
- Laurent Neumann : Le Face à face
- Pauline Baduel (jusqu'en 2017)
- Perrine Storme (2016-2017, Revue de presse)
- Sophie Paolini (JT '30)
- Hervé Gattegno (Le Parti pris)
- William Galibert : animateur Bourdin Direct 4 h 30-6 h et voix fil rouge (2018-2019)

## Émissions spéciales
Le 25 novembre 2005 Jean-Jacques Bourdin présente sa matinale en direct de Toulouse. Un mois après le début de la crise des banlieues, le journaliste se déplace avec Azouz Begag, ministre délégué à la promotion de l'égalité des chances, dans l'un des quartiers les plus marqués par les émeutes, la Reynerie à Toulouse. Le journaliste permet à ceux qui vivent dans ces quartiers de dialoguer avec le ministre.
Le 8 septembre 2006 Jean-Jacques Bourdin se déplace à Cachan. L'émission est réalisée en direct depuis le parvis du gymnase où survivent les expulsés du squat depuis vingt jours. Le maire de Cachan interviendra sur l'antenne de RMC.
Le 27 octobre 2006, Jean-Jacques Bourdin se déplacent à Clichy-sous-Bois en direct de la maison de la jeunesse, de 7 h à 11 h. Un an après le début des violences en banlieue, il dressera un état des lieux des banlieues. Élus, associations, juges, policiers, entrepreneurs et habitants s'exprimeront.
Le 28 mars 2008, Jean-Jacques Bourdin présente son émission depuis la maison d'arrêt de Villefranche-sur-Saône. Le journaliste fera découvrir la vie de cette prison. C'est la première fois qu'une émission de radio se déroule en prison.
Jean-Jacques Bourdin a décidé de lancer une grande tournée partout en France pour aller à la rencontre des secteurs d'activité qui embauchent en temps de crise. Pendant deux semaines, l'émission est totalement délocalisée. Cette tournée, intitulée « Bougeons-nous ! » débute le 8 juin 2009 à Marseille avant de se déplacer chaque jour de la semaine à Toulouse, Bordeaux, Nantes et Rennes. La semaine suivante, Jean-Jacques Bourdin présente son émission à Clermont-Ferrand, Lyon, Dijon, Charleville-Mézières et Lille.

## Opérations
Le 10 décembre 2007, Jean-Jacques Bourdin lance le « Système B », B comme Bourdin. « Le principe est assez simple : se servir de la communauté d'auditeurs de RMC pour mettre en place des offres spéciales dans des magasins partenaires. En venant de la part de RMC dans ces boutiques, supermarchés, ou encore cinémas listés sur le site dédié, l'auditeur pourra se voir accorder une ristourne ou bénéficier d'une offre spéciale ».
Alors que l'équipe de France de football est à la une des médias à la suite de l'exclusion d'Anelka et la mésentente au sein du groupe tricolore lors de la coupe du monde de football 2010, Jean-Jacques Bourdin a décidé de lancer une pétition à destination des Bleus. Il réclame que les joueurs et les cadres de l'équipe reversent leurs rémunérations du Mondial au football amateur.

## Polémiques

### Question politiquement concrète
Chaque jour, dans l'interview de 8 h 35, Jean-Jacques Bourdin pose une question piège à son invité. Certaines réponses ou non-réponses de ses invités ont pu faire polémiques.
- Lors de la campagne de l'élection présidentielle de 2007, il soumet les candidats à des questions précises. Il demande par exemple à Ségolène Royal et Nicolas Sarkozy quel est le nombre de sous-marins nucléaires de la France. Les deux candidats se trompent[27].

- En janvier 2009, le porte-parole de l'UMP Frédéric Lefebvre n'avait pas su expliciter dans Bourdin Direct en quoi consiste le Web 2.0[28].

- Le 9 novembre 2009, le ministre de l'industrie Christian Estrosi, est aussi passé pour un mauvais élève. En fin d’émission, Jean-Jacques Bourdin lui a posé quelques questions-pièges, dont le prix d'un timbre standard, auxquelles il n'a pas su répondre[29].

### Relations avec les politiques
- Dans une interview accordée à Télé Loisirs en avril 2009, Hervé Morin révèle qu'il n'est pas friand des émissions politiques du petit écran. Quand l'hebdomadaire lui demande s'il redoute des émissions particulièrement, le ministre de la défense avoue : « Celle de Jean-Jacques Bourdin, le matin sur RMC/BFM TV. Il est dur, incisif, parfois provocateur. »

- En mars 2010, Jean-Jacques Bourdin déclare que Rachida Dati avait contacté différentes rédactions pour être interviewée lorsqu'elle est partie en Irak dans le cadre de ses fonctions d'euro-députée. De son côté, Rachida Dati nie et avoue être choquée[réf. nécessaire].

- En mars 2011, Jean-Jacques Bourdin est invité dans Morandini ! sur Direct 8, il a annoncé qu'il saisirait prochainement le Conseil supérieur de l'audiovisuel (CSA) à propos d'Alain Juppé, expliquant que l'homme politique a toujours refusé de venir répondre aux questions de l'animateur radio : « On nous demande de respecter l’équilibre des temps de paroles pour les politiques, mais il y a un vrai problème quand les politiques refusent eux-mêmes de venir répondre aux questions, alors je vais saisir le CSA à propos d’Alain Juppé car il refuse de venir répondre à mes questions »[30].

### Interventions du CSA
- RMC a été mise en demeure par le Conseil supérieur de l'audiovisuel à la suite de la diffusion, le 6 juin 2011, de l'émission Bourdin & Co qui appelait les auditeurs à se prononcer, par téléphone, SMS ou sur le portail internet de la station, sur l'éventuelle culpabilité de Dominique Strauss-Kahn. Le Conseil considère que l'incitation des auditeurs à se prononcer, dans le cadre d'un sondage d'opinion, sur la culpabilité d'une personne qui fait l'objet d'une procédure judiciaire méconnaît les dispositions du deuxième alinéa de l'article 35 ter de la loi du 29 juillet 1881, ainsi que les stipulations de l'article 2-5 de la convention de la radio qui préconise un traitement mesuré des affaires judiciaires en cours[31].

### Prises de positions
Le site Acrimed reproche à l'émission de ne pas réserver la même place aux patrons de petites et moyennes entreprises et très petite entreprises qu'aux salariés.

## Récompenses
- En novembre 2010, Jean-Jacques Bourdin reçoit le prix Philippe Caloni, qui récompense « un journaliste ayant fait preuve de talent et d’éclectisme, en particulier dans l’exercice de l’interview ou de l’entretien »[33],[34].

- Jean-Jacques Bourdin est l'animateur radio préféré des français derrière Christophe Hondelatte (RTL) et Jean-Marc Morandini (Europe 1) selon un sondage paru dans le Journal du dimanche, le 19 février 2011[réf. nécessaire].

- En mai 2012, Jean-Jacques Bourdin est élu meilleur interviewer de la campagne présidentielle de 2012 catégorie radio selon Le Parisien.